# لیف ویکستروم
لیف ویکستروم (انگلیسی: Leif Wikström؛ ۱۸ اوت ۱۹۱۸ – ۲۷ ژانویه ۱۹۹۱) قایقران قایق بادبانی اهل سوئد بود.